# San Pietro in Cerro
San Pietro in Cerro – miejscowość i gmina we Włoszech, w regionie Emilia-Romania, w prowincji Piacenza.
Według danych na rok 2004 gminę zamieszkiwało 957 osób, 35,4 os./km².